# 黃匡源
黃匡源，GBS，OBE，JP（1944年4月25日—），香港執業會計師。自由黨創黨黨員。曾為英國共濟聯合總會（UGLE）香港暨遠東地區總分會的最高代表接近30年。 
黃匡源祖籍廣東台山，生於上海，1958年至1962年在英國 Marlborough College 就讀中學，1962年至1965年於劍橋大學修讀文學士學位，後來於同一所學府取得文學碩士資格。1984年至85年任香港會計師公會主席，1988年至95年任香港立法局會計界功能界別議員，1986年獲委任為太平紳士，1992年獲頒授英帝國官佐勳章，1999年獲頒授金紫荊星章。
其父親黃秉章（1905—1997）是關黃陳方會計師樓創辦人之一。 黃秉章於1931年與陳乙明在上海創辦黃陳會計師行（關黃陳方會計師行的前身），1936年將會計師行遷往香港後不斷壯大。關黃陳方在1997年與德勤香港合併。另外，黃秉章也是華商會所 （页面存档备份，存于）1968至71年主席。
曾祖父黃亞福（黃福）是馬來西亞柔佛州的著名企業家。曾牽涉佳寧案的的近律師行前合夥人黃秉乾是其堂伯父（其祖父黃兆鎮（黃子靜）的胞兄黃兆焜的兒子）。